# 関戸明子
関戸 明子（せきど あきこ、1962年4月 - ）は、日本の地理学者・教育学者。群馬大学教育学部教授。

## 略歴・人物
- 1962年4月 愛知県名古屋市生まれ。幼少期のあだ名は『あっちゃん』。好きな芸能人は中森明菜。
- 1985年3月 愛知大学文学部史学科地理学専修卒業
- 1987年3月 奈良女子大学大学院文学研究科地理学専攻博士前期課程修了、文学修士
- 1988年3月 奈良女子大学大学院人間文化研究科比較文化学専攻博士後期課程中途退学
- 1988年4月 奈良女子大学文学部助手就任
- 1992年4月 群馬大学教育学部社会専攻地理学専任講師
- 1994年1月 奈良女子大学より博士（文学）の学位を取得[1]。
- 1995年4月 群馬大学教育学部社会専攻助教授就任
- 2007年4月 群馬大学教育学部社会専攻助准教授就任
- 2010年4月 群馬大学教育学部社会専攻教授就任

## 研究分野
人文地理学・村落地理学
- 農山村の社会地理学的研究 （農村、山村、カントリーサイド、ツーリズム）
- 近代日本の地理学史

（農山村の景観保全と地域づくり、近代ツーリズムと温泉地の発達、村落研究の学史的検討）

## 著書・論文

### 著書
- 『首都圏外縁部の山間農村における地域活性化-群馬県川場村を事例として-』

（藤田佳久・菊地俊夫・西野寿章編『人間環境と風土-農村風土の構造と変容-』、大明堂、1994年）
- 『イギリスのカントリーサイド文化-ツーリストのみる風景-』

（千田稔編『風景の文化誌I-都市・田舎・文学-』、古今書院、1998年）
- 『村落社会の空間構成と地域変容』

（大明堂、2000年）
- 『戦時中の郷土教育をめぐる制度と実践－群馬県師範学校・女子師範学校の事例を中心に－』

（『郷土－表象と実践－』嵯峨野書院、2003年）
- 『散村の景観保全と地域づくりの課題－美瑛町・胆沢町と砺波散村を事例に－』

（『散村・小都市群の動態と構造』京都大学学術出版会、2004年）
- 『近代ツーリズムと温泉』 （ナカニシヤ出版、2007年）
- 『草津温泉の社会史』 （青弓社、2018年）

### 論文
- 関戸明子「尾張西部における村落構成と空間認識」『人文地理』第39巻第5号、人文地理学会、1987年、461-472頁、CRID 1390282680116169600、doi:10.4200/jjhg1948.39.461、ISSN 00187216、NAID 130000995623。
- 関戸明子「地名研究の視点とその系譜:小地名の研究を中心に」『歴史地理学』第140号、歴史地理学会、1988年3月、17-27頁、CRID 1520009407753752704、ISSN 03887464。
- 藤田佳久, 関戸明子「吉野山村の村落結合と領域認識(上) -吉野林業地域形成の基礎論的考察」『徳川林政史研究所研究紀要』第62巻、1988年、143-163頁、CRID 1573950398865779584。
- 藤田佳久, 関戸明子「吉野山村の村落結合と領域認識(下) -吉野林業地域形成の基礎論的考察」『徳川林政史研究所研究紀要』第23巻、1989年、145-178頁、CRID 1570291224168543104。
- 関戸明子「山村社会の空間構成と地名からみた土地分類」『人文地理』第41巻第2号、人文地理学会、1989年、122-143頁、CRID 1390001205140589952、doi:10.4200/jjhg1948.41.122、ISSN 00187216、NAID 130000995434。
- 関戸明子「メディア・イベントと温泉：「国民新聞」主催「全国温泉十六佳選」をめぐって」『群馬大学教育学部紀要. 人文・社会科学編』第54巻、群馬大学教育学部、2005年、67-83頁、CRID 1050282812637360512、hdl:10087/1203、ISSN 0386-4294、NAID 120000913245。

## 所属学会
- 日本地理学会 （代議員）
- 人文地理学会 （協議員）
- 歴史地理学会 （評議員）